# De Slegte
De Slegte is een winkelketen die nieuwe boeken (vaak restpartijen), tweedehandsboeken en studieboeken aan- en verkoopt. Tussen 1 juli 2013 en 19 maart 2014 verrichtte De Slegte haar winkelactiviteiten, samen met boekenwinkelketen Selexyz, onder de naam Polare. Na het faillissement van Polare Nederland in 2014 werden de Belgische filialen opgekocht en opnieuw tot De Slegte omgedoopt. Ook zijn er inmiddels weer drie filialen in Nederland.

## Formule
Het aanbod van De Slegte bestaat uit enerzijds restanten, onder de huisbenaming 'Fonds': boeken die niet meer in de moderne boekhandel verkrijgbaar zijn, gewoonlijk omdat ze niet zo goed meer verkochten voor de nieuwprijs. Ook worden er wel kleinere partijen van nog nieuw verkrijgbare boeken gekocht, vaak van buitenlandse uitgevers, die al naargelang de grootte van de winkels in een of meer exemplaren te koop werden aangeboden.
De tweede pijler van De Slegte is de tweedehandsafdeling, waarin studieboeken voor middelbare en hogere opleidingen een apart assortiment vormen.
In het antiquariaat van De Slegte is het aanbod divers, van pockets tot kostbare eeuwenoude folianten en antieke topografische kaarten en prenten. Door het grote aantal filialen (waarbij respectievelijk Amsterdam, Den Haag en Utrecht het uitgebreidste en meest gevarieerde aanbod hadden) was De Slegte zowel in Nederland als in België tientallen jaren met gemak qua omzet en werkgelegenheid de grootste speler op de markt voor antiquarische boeken.
De laatste jaren worden er tegen de normale prijs ook kranten en een beperkt aanbod nieuw uitgebrachte boeken (vooral bestsellers) verkocht. Ook worden er veel boeken via het internet verkocht, deels via gespecialiseerde zoekwebsites als Boekwinkeltjes.nl en Antiqbook, deels met behulp van een gedetailleerd zoeksysteem via de eigen website.
Het samenwerkingsverband met Selexyz heeft de formule niet wezenlijk veranderd, al is het volume van de tweedehandsboekenverkoop sterk teruggelopen ten gunste van de verkoop van nieuwe (in de zin van ongebruikte) boeken.

## Geschiedenis

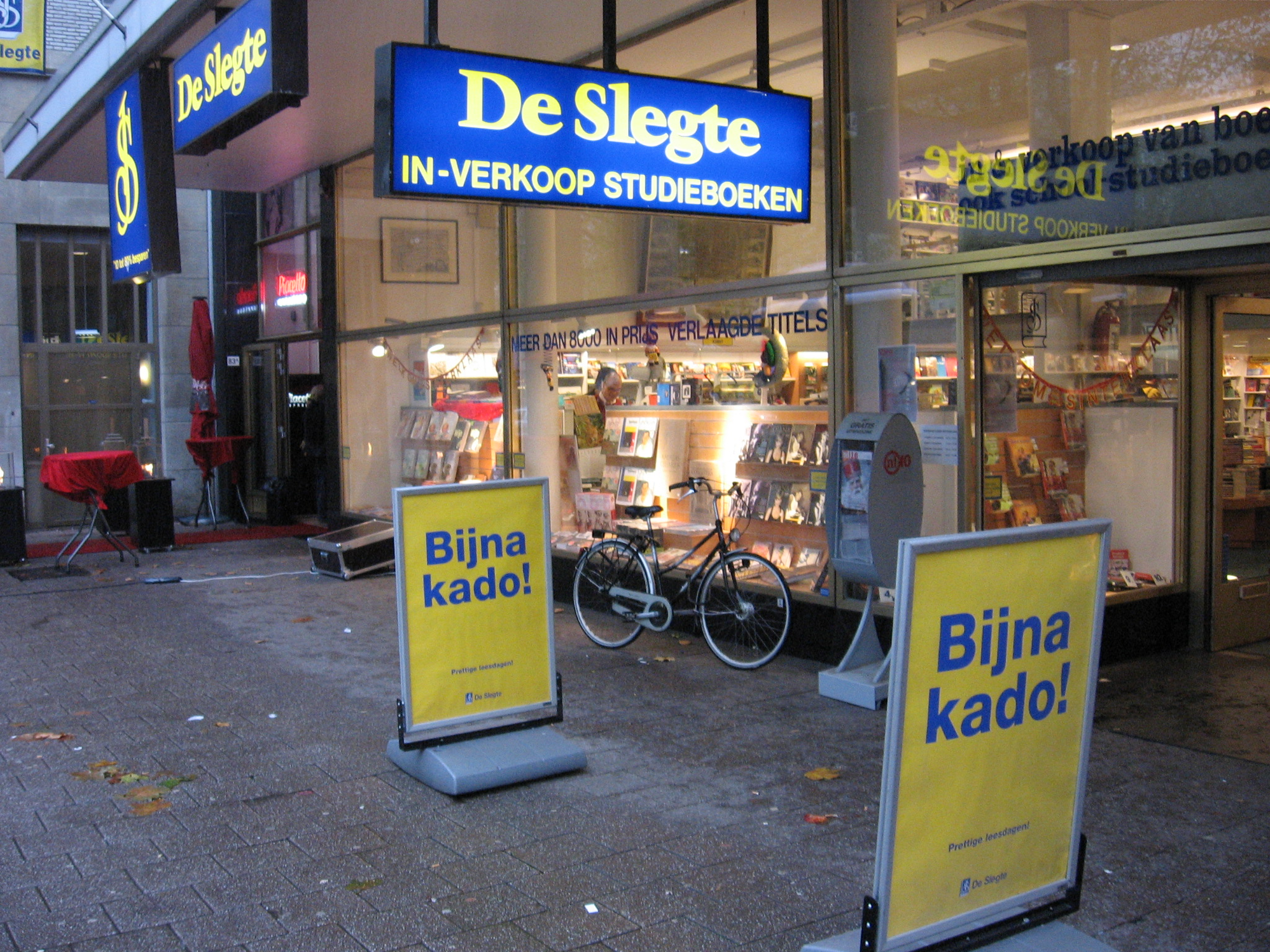
Vestiging van De Slegte in Rotterdam

"Boekhandel De Slegte" werd begin 20e eeuw opgericht in Rotterdam door Johannes (Jan) de Slegte (1871-1945). De Slegte was oorspronkelijk lantaarnopsteker in de stad en hoefde dus enkel bij dageraad en schemering te werken, zodat hij veel tijd overhield om een uitleenbibliotheek en boekenwinkel uit te baten. Toen de Rotterdamse gasverlichting werd vervangen door elektrisch licht, raakte hij zijn werk als lantaarnopsteker kwijt en werd de boekhandel zijn primaire inkomstenbron. Zijn zoon Johan Cornelis Gerard (Jan junior, 1899-1961) kwam bij zijn vader in de zaak en stond met een boekenkraam op de markt.
"De Slegte" breidde vanaf de jaren dertig uit. Er ontstonden filialen in de Kalverstraat in Amsterdam, in de Vlamingstraat in Den Haag en later ook in Utrecht en Haarlem. De oorspronkelijke winkels in Rotterdam, Utrecht en Haarlem overleefden de Tweede Wereldoorlog niet en het Amsterdamse pand brandde in 1977 uit als gevolg van de brand in het naastgelegen Hotel Polen en verhuisde naar een ander pand in de Kalverstraat. In 2011 had De Slegte in Nederland winkels in Amsterdam, Apeldoorn (2005), Arnhem, Den Haag, Eindhoven (1966), Enschede, Groningen, Haarlem, Den Bosch (2003), Hilversum (2004), Leeuwarden (2005), Leiden, Maastricht, Nijmegen, Rotterdam, Tilburg, Utrecht en Zwolle (1981).
In 1959 opende het bedrijf zijn eerste filiaal in België. Herman Kras opende toen in Antwerpen op de Meir (aanvankelijk op nummer 18, later op nummer 40) een winkel en in 1986 kwam er nog een tweede winkel bij, op de Wapper. In 1975 opende er ook een "Slegte" in de Volderstraat in Gent. In 1984 volgde Leuven, in 1989 Brussel, in 1992 Brugge, in 1994 Hasselt, in 1998 Mechelen en in 2004 Aalst.
Na de dood van Jan de Slegte sr. in 1961 volgde zijn zoon John hem als bedrijfsleider op. Het was diens streven om filialen te vestigen in panden op A-locaties in winkelsteden die hij zelf kocht om ze aan zijn groeiende winkelketen te verhuren. John de Slegte ontving in 1978 de Laurens Janszoon Costerprijs voor zijn bijzondere inspanningen ten behoeve van het Nederlandse boek. Sinds 1995 is zijn zoon Jan Bernard de Slegte mededirecteur van de onderneming; nadat zijn vader in 2004 overleed werd hij enig eigenaar van Boekhandel De Slegte. Zijn moeder (†2017) en zusters zijn gezamenlijke eigenaars van de winkelpanden in België en Nederland.

## 21e eeuw
Mede vanwege de toenemende concurrentie van boekverkoop via internet tijdens de eerste jaren van de 21e eeuw werd De Slegte in het najaar van 2006 gedwongen om vier filialen te sluiten, te weten in Alkmaar, Amersfoort, Breda en Dordrecht. Terwijl de handel in tweedehandsboeken zich naar het internet verplaatste, bleef de tweedehandsafdeling van De Slegte op het web in de steigers staan. Daardoor kon Bol.com in april 2007 in het gat in de markt springen en zelf een platform aanbieden dat bedrijven en particulieren toelaat om tweedehandsboeken uit het ISBN-tijdperk (vanaf ca. 1970) te kopen en te verkopen. Ook de sterke opkomst van de website Boekwinkeltjes.nl, waar grote aantallen particulieren en handelaars hun oudere en nieuwere tweedehandsboeken aanbieden, was mogelijk doordat De Slegte aanvankelijk stil bleef staan wat het internet betreft. Pas in 2010 is er een omvangrijke en gemakkelijk toegankelijke website tot stand gekomen.
Medio 2007 sloot de keten opnieuw vestigingen, in het Belgische Turnhout (waar het filiaal pas sinds 2005 bestond) en Kortrijk (waar het filiaal acht jaar bestaan had). Ook de filialen in Veenendaal en Roeselare werden gesloten. In 2007 trok de familie De Slegte interim-manager Ron Mulders aan om orde op zaken te stellen. Onder Mulders als algemeen directeur begon De Slegte eind 2008 aan een restyling om de boekenketen een frisser imago te geven. Hoewel het frisse imago veel klanten aansprak, viel het resultaat 'onder de streep' tegen. Mulders concludeerde dat de ontwikkeling van offline naar online kopen zich nog sneller voltrok dan menigeen verwachtte en investeerde fors in de ontwikkeling van een innovatieve online winkel. Met succes: de online-omzet van De Slegte steeg explosief.
In juni 2009 dook het gerucht op dat het bedrijf te koop zou staan. De keten had enkele moeilijke jaren achter de rug, maar de directeur wilde het gerucht bevestigen noch ontkennen. In augustus 2010 werd bekendgemaakt dat De Slegte in de Belgische filialen ook nieuwe boeken zou gaan verkopen. In de Nederlandse filialen liep reeds een proefproject. In 2011 werd Mulders opgevolgd door Jan Kooiker, maar de onder Mulders begonnen veranderingen bleken niet genoeg om de keten te kunnen redden. Op 4 april 2012 werd De Slegte overgenomen door investeringsmaatschappij Procures. Sterke huurverhogingen voor de winkelpanden (die eigendom zijn van de moeder en zusters van Jan Bernard de Slegte) drukten de bedrijfsresultaten van de filialen. Om hieraan het hoofd te bieden werden de winkelactiviteiten gecombineerd met die van de eveneens door Procures overgenomen Selexyz-keten, overigens zonder dat daarbij sprake is van een juridische fusie. Wel werden veel personeelsleden ontslagen of gedwongen werkuren en anciënniteitsverdiensten op te geven.
De meeste vestigingen van De Slegte werden gesloten of trokken in bij een voormalige Selexyz-vestiging. Op 1 juli 2013 verdween de naam De Slegte en werden de winkels onder de vlag Polare gebracht. Polare ging echter op 24 februari 2014 failliet. De acht Belgische vestigingen bleven buiten het faillissement. Op 7 maart 2014 werd door boekveilinghuis Amsterdam Book Auctions een groot deel van de winkelvoorraad van de vestiging in Amsterdam geveild alsmede een substantieel deel van de inventaris.
In maart 2014 kocht de oorspronkelijke eigenaar van de keten De Slegte-winkels, Jan Bernard de Slegte, de Belgische winkels van De Slegte opnieuw aan. Twee ervan, Brugge en Antwerpen-Meir, werden in de loop van het jaar gesloten. Ook kocht hij de voorraad van de Polare in Haarlem. De resterende zes winkels in België kregen in 2015 weer de naam De Slegte en concentreren zich opnieuw op hun oorspronkelijke verkoopproducten. Eind 2015 sloot de winkel in Hasselt als gevolg van het aflopen van de huurovereenkomst. In april 2016 volgde de winkel van Aalst hetzelfde scenario. Daardoor telt de keten in België nog slechts vier winkels: Antwerpen, Gent, Leuven en Mechelen.
Ook in Nederland werd een voormalig De Slegte-filiaal heropend onder de oude naam, de vestiging in Leiden, op 6 juni 2015. Op 8 oktober 2016 werd een nieuwe vestiging van De Slegte geopend in Rotterdam(op de Hoogstraat, ter hoogte van de Binnenrotte), en op 15 mei 2019 een winkel in de Vijzelstraat in Amsterdam.